# Sport Lisboa e Benfica (omnisports)
Pour les articles homonymes, voir Benfica (homonymie).
Le Sport Lisboa e Benfica (en français : Sport de Lisbonne et Benfica), ou SL Benfica,  est un club omnisports portugais de Lisbonne.
Le Benfica est le club portugais le plus populaire au Portugal mais aussi en dehors du Portugal. Quasiment chaque ville portugaise a sa "Casa do Benfica" (Maison de Benfica), qui peuvent aussi être trouvées dans le monde entier (Afrique du Sud, Allemagne, Andorre, Angleterre, Angola, Australie, Belgique, Brésil, Canada, Cap Vert, France, Guinée-Bissau, Luxembourg, Macao, USA et Suisse).
En 2022, Benfica se classe 2e dans le super classement européen, en plaçant sept sections sportives dans les top 20 des différents classements européens des clubs.

## Historique
Le club est fondé le 28 février 1904 sous le nom « Grupo Sport Lisboa ». En 1908, le club fusionne avec le « Sport Clube de Benfica » (fondé en 1906) et adopte le nom de « Sport Lisboa e Benfica ».

## Symboles
L'emblème est composé d'un aigle et d'un bouclier aux couleurs du club (rouge et blanc). L'acronyme SLB veut dire Sport Lisboa e Benfica. La devise du club est E Pluribus Unum, de plusieurs, un. Un aigle survole les gradins du stade avant chaque match à domicile de l'équipe.

## Football
Benfica est une des forces majeures du championnat portugais, et est l'équipe détenant le plus de titres nationaux au Portugal. Ses rivaux majeurs sont le FC Porto et le Sporting CP, également de Lisbonne.
En 1950 Benfica remporte la Coupe Latine, précurseur de la Coupe d'Europe des Clubs Champions, avec l'entraineur anglais Edward "Ted" Smith. Benfica fut la première équipe à mettre fin au règne du Real Madrid dans les débuts de la Coupe d'Europe. Depuis qu'elle a gagné le trophée deux fois de suite en 1961 et en 1962, l'équipe n'a jamais réussi à réitérer son exploit, bien qu'elle ait atteint un grand nombre de finales. Les finales contre le Milan AC (1963 et 1990), l'Inter (1965), Manchester United (1968), et le PSV (1988), ainsi que la finale de coupe UEFA contre Anderlecht en 1982 furent toutes perdues. Lors de la saison 2005-2006, Benfica a atteint les quarts de finale, battant Manchester United à l'extérieur 2-1, puis en battant le champion en titre, Liverpool, avant de se faire battre 2-0 face au futur vainqueur, le FC Barcelone.
En 1968, Benfica était considéré comme le meilleur club européen par France Football, malgré sa défaite en Coupe d'Europe. La plupart des succès du club dans les années 1960 furent réalisés grâce au joueur légendaire du club, Eusébio.
Durant les années 1970, Benfica s'est retiré de la scène européenne, mais est resté une force majeure du championnat Portugais, et les problèmes financiers ont commencé à se faire sentir. Dans les années 1980, le Conseil d'administration décida de fermer une partie des gradins du Stade de la Luz, ce qui fit perdre au stade son rang de plus grand en Europe, avec une capacité de 120 000 personnes.
Récemment le club est redevenu dynamique notamment en gagnant son premier titre national depuis 11 ans.
Benfica joue ses matches à domicile au Stade de la Luz, un des stades les plus grands et les plus modernes d'Europe. Le stade a aussi accueilli certains matches de l'Euro 2004, dont la finale. Pour cette occasion le stade a été complètement reconstruit.

## Autres sections
- Basket-ball - voir l'article Sport Lisboa e Benfica (basket-ball)
- Cyclisme - voir l'article Équipe cycliste Benfica
- Football féminin - voir l'article Sport Lisboa e Benfica (féminines)
- Beach soccer - voir l'article Sport Lisboa e Benfica (beach soccer)
- Handball - voir l'article Sport Lisboa e Benfica (handball)
- Rink-Hockey - voir l'article Sport Lisboa e Benfica (rink hockey)
- Volley-ball - voir l'article Sport Lisboa e Benfica (volley-ball masculin)